# Erminio Piemonte
Erminio Piemonte (fl. XX secolo) è stato un arbitro di calcio italiano.

## Biografia
Faceva parte della sezione AIA di Monfalcone, in provincia di Gorizia.
Esordì in Serie B il 9 ottobre 1949, arbitrando Fanfulla-Catania del 5º turno di campionato, vinta per 2-0 dai lodigiani. 
Debuttò in massima serie nella stagione successiva, dirigendo il derby lombardo Pro Patria-Como del 10 giugno 1951, 37ª e penultima giornata di Serie A, sfida vinta per 1-0 dalla squadra di Busto Arsizio.
Nella Serie A 1955-1956 arbitrò entrambi i derby di Milano, conclusi con 2 vittorie dell'Inter sul Milan per 2-1, sia all'andata in trasferta il 16 ottobre 1955, 5º turno di campionato, con gol di Nesti e Lorenzi, sia al ritorno in casa l'11 marzo 1956, 22ª giornata di Serie A, con autorete di Pedroni e rete di Massei.
Nella stagione successiva diresse invece il derby d'Italia del 5º turno di campionato, il 14 ottobre 1956, terminato 1-1 con vantaggio della Juventus con Hamrin e pareggio dell'Inter con Dorigo.
Chiuse la carriera arbitrale alla fine della stagione calcistica 1956-1957, arbitrando per l'ultima volta in Serie A il 5 maggio 1957 in Juventus-Palermo 6-4 del 30º turno di campionato. L'ultima gara diretta in carriera fu invece Modena-Catania 1-0, 34ª e ultima giornata della Serie B 1956-1957, il 16 giugno 1957.
In totale in carriera diresse 93 gare in Serie A e 68 in Serie B.